# ديميتار بيتكوف
ديميتار بيتكوف (بالبلغارية: Димитър Петков)‏ هو لاعب كرة قدم بلغاري في مركز الوسط، ولد في 24 أغسطس 1987 في بلاغويفغراد في بلغاريا. لعب مع أريس ليماسول وسسكا صوفيا وسلافيا صوفيا ونادي بوتيف بلوفديف ونادي تشيرنو مور فارنا ونادي تيراسبول ونادي زستافوني.

## وصلات خارجية
- ديميتار بيتكوف على موقع قاعدة بيانات كرة القدم.إي يو (الإنجليزية)
- ديميتار بيتكوف على موقع Soccerway.com (الإنجليزية)